# Misfits: Zmetci
Misfits: Zmetci (v anglickém originále Misfits) je britský sci-fi televizní seriál o skupině mladých delikventů odsouzených k veřejně prospěšným pracím, kteří po podivné bouři získali nadpřirozené schopnosti.
Hlavní postavy hrají Robert Sheehan jako Nathan Young, Iwan Rheon jako Simon Belamy, Lauren Socha jako Kelly Bailey, Antonia Thomas jako Alisha Daniels a Nathan Stewart-Jarrett jako Curtis Donovan. Jako další role se od druhé série objevoval Matthew McNulty jako Seth. Ve třetí sérii přibude jako další hlavní postava Joseph Gilgun jako Rudy Wade. Po třetí a zejména ve čtvrté sérii došlo k velké obměně hlavních postav. Většina původních pěti lidí skončila ve třetí sérii a jako nové hlavní role přibyli Nathan McMullen jako Finn, Karla Crome jako Jess, Matt Stokoe jako Alex a ke konci čtvrté série také Natasha O'Keeffe jako Abby Smith.

## Produkce a vysílání
První série byla produkována společností Clerkenwell Films a začala se vysílat 12. listopadu 2009 na britském kanálu E4. Show se vysílala v Austrálii v roce 2010 na ABC2, a na Novém Zélandu ji vysílala stanice TV4. V červnu 2011 byla dostupná online ve Spojených státech na portále Hulu. První série vyhrála v roce 2010 televizní cenu BAFTA za nejlepší drama.
Natáčení druhé série začalo 24. května 2010 u Southmere Lake v Bexley v jihovýchodním Londýně. Druhá série se vysílala od 11. listopadu 2010 do 16. prosince 2010 na E4. Vánoční speciál, který napsal Howard Overman, uvedl všechny hlavní herce první série a byl vysílán na E4 v prosinci 2010. Po druhé sérii ze seriálu odešel Robert Sheehan jako Nathan a nahradil ho Joseph Gilgun jako Rudy.
Třetí série se vysílala od 30. října 2011 do 18. prosince 2011. Po třetí sérii seriál opustili Iwan Rheon jako Simon, Antonia Thomas jako Alisha a Lauren Socha jako Kelly. Ve čtvrté sérii je nahradily dvě nové postavy, respektive Karla Crome v roli Jess a Nathan McMullen v roli Finna.
V České republice odvysílal televizní kanál Prima Cool první tři série a v červenci 2013 odvysílal i sérii čtvrtou.

## Hlavní postavy

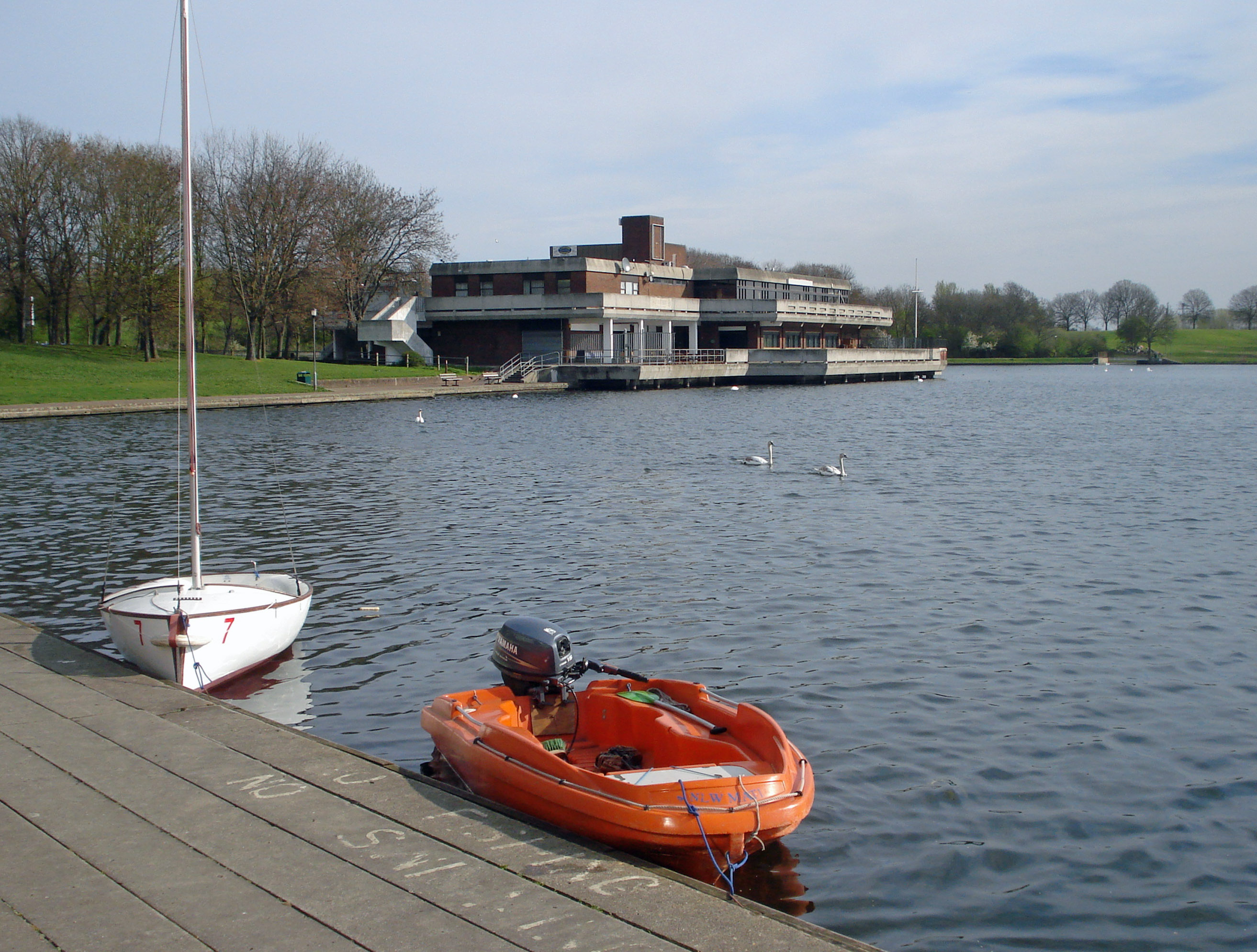
Komunitní centrum (místo většiny děje seriálu)

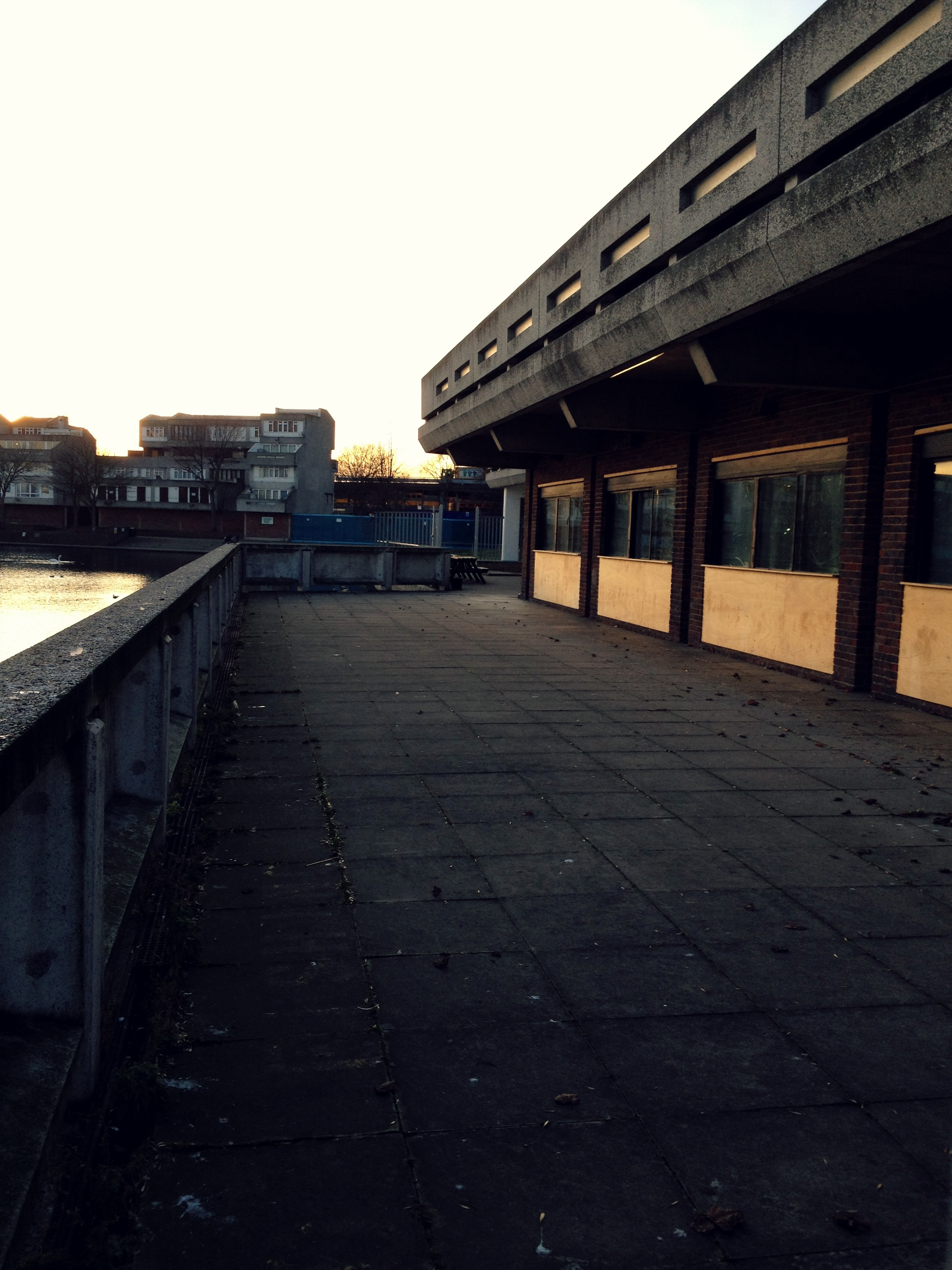
Komunitní centrum

| Postava         | Herec/čka              | Český dabing      | Série | Série | Série | Série | Série |
| Postava         | Herec/čka              | Český dabing      | 1     | 2     | 3     | 4     | 5     |
| --------------- | ---------------------- | ----------------- | ----- | ----- | ----- | ----- | ----- |
| Nathan Young    | Robert Sheehan         | Michal Holán      |       |       | ×     | ×     | ×     |
| Simon Bellamy   | Iwan Rheon             | Branislav Holiček |       |       |       | ×     | ×     |
| Alisha Daniels  | Antonia Thomas         | Kateřina Velebová |       |       |       | ×     | ×     |
| Kelly Bailey    | Lauren Socha           | Tereza Bebarová   |       |       |       | ×     | ×     |
| Curtis Donovan  | Nathan Stewart-Jarrett | Libor Bouček      |       |       |       |       | ×     |
| Seth            | Matthew McNulty        | Martin Stránský   | ×     |       |       |       | ×     |
| Rudy Wade       | Joseph Gilgun          | Matěj Hádek       | ×     | ×     |       |       |       |
| Finn Samson     | Nathan McMullen        | Robert Hájek      | ×     | ×     | ×     |       |       |
| Jess            | Karla Crome            | Jana Stryková     | ×     | ×     | ×     |       |       |
| Alex ("z baru") | Matt Stokoe            | Ondřej Brzobohatý | ×     | ×     | ×     |       |       |
| Abby Smith      | Natasha O'Keeffe       | Klára Kuklová     | ×     | ×     | ×     | závěr |       |

## Epizody
| Řada | Díly | Premiéra v VB      | Premiéra v VB     | Premiéra v ČR    | Premiéra v ČR    |
| Řada | Díly | První díl          | Poslední díl      | První díl        | Poslední díl     |
| ---- | ---- | ------------------ | ----------------- | ---------------- | ---------------- |
| 1    | 6    | 12. listopadu 2009 | 17. prosince 2009 | 25. února 2012   | 18. března 2012  |
| 2    | 7    | 11. listopadu 2010 | 19. prosince 2010 | 25. března 2012  | 13. května 2012  |
| 3    | 8    | 30. října 2011     | 18. prosince 2011 | 20. května 2012  | 8. července 2012 |
| 4    | 8    | 28. října 2012     | 16. prosince 2012 | 8. července 2013 | 26. srpna 2013   |
| 5    | 8    | 23. října 2013     | 11. prosince 2013 | 26. dubna 2015   | 14. června 2015  |

První série seriálu se skládá ze šesti epizod, které byly vysílány od 12. listopadu do 17. prosince 2009 na televizním kanálu E4.
Druhá série se začala natáčet v květnu 2010 a na E4 se vysílala od 11. listopadu do 16. prosince 2010. Tato série měla sedm epizod, včetně vánoční epizody.
Dne 15. září 2011 se na oficiálních stránkách E4 objevil mimořádný krátký film s názvem „Vegas Baby!“, který se soustředil na Nathanův odchod. Třetí série se začala na E4 vysílat 30. října 2011. V této sérii o osmi epizodách přišla nová postava Rudy Wade (Joseph Gilgun). Na rozdíl od prvních dvou sérií nenapsal Howard Overman všechny epizody, ale pouze šest z osmi. Zbývající dvě epizody napsal Jon Brown.
Čtvrtá série měla opět osm dílů a premiérově byla vysílána od 28. října do 16. prosince 2012. Z hlavních postav seriál opustila i Kelly a nově přišli Jess a Finn. Po čtvrté sérii opustil seriál i Curtis a během série přišla nová postava Abby.
Pátá série obsahuje také osm dílů. Hlavní postavy v sérii jsou Rudy, Finn, Jess, Alex a Abby. První díl byl odvysílán 26. dubna 2014.

## Ocenění
Seriál a jeho tvůrce Howard Overman byli v březnu 2010 nominováni na RTS Awards. Seriál vyhrál v roce 2010 cenu BAFTA Television Award v kategorii nejlepší dramatický seriál. Stejnou cenu získala Lauren Socha v kategorii nejlepší herečka ve vedlejší roli za roli Kelly. Seriál byl také nominován v roce 2011 na cenu British Comedy Awards v kategorii nejlepší komediální drama, ale cenu nakonec získal seriál Psychoville.